# Sejati (Rambah Hilir)
Sejati is een bestuurslaag in het regentschap Rokan Hulu van de provincie Riau, Indonesië. Sejati telt 1463 inwoners (volkstelling 2010).